# V.League 1 2016
Die V.League 1 2016, aus Sponsorengründen auch als Toyota V.League 1 bekannt, war die 33. Spielzeit der höchsten vietnamesischen Fußballliga seit ihrer Gründung im Jahr 1980. Die Saison begann am 20. Februar und endete am 18. September 2016. Titelverteidiger war Becamex Bình Dương.

## Mannschaften
| Verein              | Beheimatet in, Provinz  | Stadion            |
| ------------------- | ----------------------- | ------------------ |
| Becamex Bình Dương  | Thủ Dầu Một, Bình Dương | Gò-Đậu-Stadion     |
| FLC Thanh Hóa       | Thanh Hóa, Thanh Hóa    | Thanh Hóa Stadium  |
| Hà Nội T&T          | Hanoi                   | Hàng Đẫy Stadium   |
| Hải Phòng FC        | Hải Phòng               | Lạch Tray Stadium  |
| Hoàng Anh Gia Lai   | Pleiku, Gia Lai         | Pleiku Stadium     |
| Long An FC          | Tân An, Long An         | Long An Stadium    |
| QNK Quảng Nam       | Tam Kỳ, Quảng Nam       | Tam Kỳ Stadium     |
| Sài Gòn FC          | Ho-Chi-Minh-Stadt       | Thống Nhất Stadium |
| Sanna Khánh Hòa BVN | Nha Trang, Khánh Hòa    | Nha Trang Stadium  |
| Sông Lam Nghệ An    | Vinh, Nghệ An           | Vinh Stadium       |
| SHB Đà Nẵng         | Đà Nẵng                 | Chi Lăng Stadium   |
| Than Quảng Ninh FC  | Cẩm Phả, Quảng Ninh     | Cẩm Phả Stadium    |
| XSKT Cần Thơ        | Cần Thơ                 | Cần Thơ Stadium    |
| FC Đồng Tháp        | Cao Lãnh                | Cao Lãnh Stadium   |

## Abschlusstabelle
| Pl. | Verein                     | Sp. | S  | U | N  | Tore    | Diff. | Punkte |
| --- | -------------------------- | --- | -- | - | -- | ------- | ----- | ------ |
| 1.  | Hà Nội T&T                 | 26  | 16 | 2 | 8  | 045:280 | +17   | 50     |
| 2.  | Hải Phòng FC               | 26  | 15 | 5 | 6  | 047:320 | +15   | 50     |
| 3.  | SHB Đà Nẵng                | 26  | 15 | 4 | 7  | 049:330 | +16   | 49     |
| 4.  | Than Quảng Ninh FC         | 26  | 13 | 5 | 8  | 039:320 | +7    | 44     |
| 5.  | QNK Quảng Nam              | 26  | 11 | 9 | 6  | 044:320 | +12   | 42     |
| 6.  | FLC Thanh Hóa              | 26  | 12 | 6 | 8  | 051:420 | +9    | 42     |
| 7.  | Sài Gòn FC (N)             | 26  | 9  | 9 | 8  | 034:320 | +2    | 36     |
| 8.  | Sanna Khánh Hòa BVN        | 26  | 10 | 6 | 10 | 034:300 | +4    | 36     |
| 9.  | Sông Lam Nghệ An           | 26  | 9  | 7 | 10 | 034:360 | −2    | 34     |
| 10. | Becamex Bình Dương (M) (P) | 26  | 9  | 7 | 10 | 039:370 | +2    | 34     |
| 11. | XSKT Cần Thơ               | 26  | 10 | 4 | 12 | 037:360 | +1    | 34     |
| 12. | Hoàng Anh Gia Lai          | 26  | 9  | 3 | 14 | 039:500 | −11   | 30     |
| 13. | Long An FC                 | 26  | 5  | 4 | 17 | 034:620 | −28   | 19     |
| 14. | FC Đồng Tháp (R)           | 26  | 1  | 5 | 20 | 022:670 | −45   | 08     |

| Zum Saisonende 2016: |
| Vietnamesischer Meister und Teilnahme an der zweiten Qualifikationsrunde der AFC Champions League 2017 Pokalsieger und Teilnahme an der Gruppenphase des AFC Cup 2017 Qualifikation Relegation Play-off Abstieg in die V.League 2 2018 |

| Zum Saisonende 2015: |                                                |
| (M)                  | Amtierender Meister: Becamex Bình Dương        |
| (P)                  | Amtierender Pokalsieger: Becamex Bình Dương    |
| (R)                  | Gewinner der Relegationsspiele: Long An FC     |
| (N)                  | Aufsteiger aus der V.League 2 2015: Sài Gòn FC |

### Relegation Play-off
| Paarung  | Long An FC – Viettel FC   |
| Ergebnis | 1:0 n. V.                 |
| Datum    | 23. September 2016        |
| Stadion  | Chi Lăng Stadium, Đà Nẵng |
| Tore     | 1:0 Huỳnh Tấn Tài (95.)   |

## Beste Torschützen
Stand: Saisonende 2016
| Platz | Spieler                  | Mannschaft          | Tore |
| ----- | ------------------------ | ------------------- | ---- |
| 1.    | Gastón Merlo             | SHB Đà Nẵng         | 24   |
| 2.    | Hoàng Vũ Samson          | Hà Nội T&T          | 15   |
| 3.    | Uche Iheruome            | Sanna Khánh Hòa BVN | 14   |
| 4.    | Pape Omar Fayé           | FLC Thanh Hóa       | 13   |
| 5.    | Rod Dyachenko            | Than Quảng Ninh FC  | 12   |
| 5.    | Claudecir                | QNK Quảng Nam       | 12   |
| 7.    | Lê Văn Thắng             | Hải Phòng FC        | 11   |
| 7.    | Gonzalo Damian Marronkle | Hà Nội T&T          | 11   |
| 7.    | Vũ Minh Tuấn             | Than Quảng Ninh FC  | 11   |
| 10.   | Odah Marshal             | Sông Lam Nghệ An    | 10   |
| 10.   | Nguyễn Anh Đức           | Becamex Bình Dương  | 10   |
| 10.   | Nguyễn Đình Bảo          | Hải Phòng FC        | 10   |
| 10.   | Errol Anthony Stevens    | Hải Phòng FC        | 10   |
| 10.   | Ganiyu Oseni             | XSKT Cần Thơ        | 10   |
| 10.   | Patiyo Tambwe            | XSKT Cần Thơ        | 10   |
| 16.   | Hoàng Đình Tùng          | FLC Thanh Hóa       | 9    |
| 17.   | Andre Fagan              | Hải Phòng FC        | 8    |
| 17.   | Nguyễn Văn Toàn          | Hoàng Anh Gia Lai   | 8    |
| 17.   | Eydison                  | SHB Đà Nẵng         | 8    |
| 17.   | Trần Minh Vương          | Hoàng Anh Gia Lai   | 8    |
| 17.   | Vũ Văn Thanh             | Hoàng Anh Gia Lai   | 8    |
| 17.   | Đinh Thanh Trung         | QNK Quảng Nam       | 8    |